# سی‌اس‌اس اول
سی‌اس‌اس اول (به انگلیسی: CSS Owl) یک کشتی بود که طول آن ۲۳۰ فوت (۷۰ متر) بود. این کشتی در سال ۱۸۶۴ ساخته شد.